# 井汲大翔
井汲 大翔（いくみ ひろと、2002年8月23日 - ）は、日本の歌手、ダンサー。男性アイドルグループ・BXWの元メンバー。JTエンターテインメント所属。

## 来歴
2019年9月、日本のボーイズグループオーディション番組『PRODUCE 101 JAPAN』に参加するも、第2回発表で脱落し、最終順位は36位だった。
2020年4月、日本の株式会社Churros傘下のボーイズグループBXWに加入した。当時はまだデビューしていなかった。
2020年5月16日、BXWからの脱退及びChurrosからの契約解除を発表した。
2020年9月、韓国のエンターテインメント会社RBWの日本支社RBW JAPANに加入し、練習生グループRBW JBOYZのメンバーになったと発表した。
2021年2月、チームメイトの田口馨也、隅田隼平とテンセントビデオによる中国のボーイズグループオーディション番組『創造営2021』に参加した。決勝戦に進出し、最終順位は15位となった。
5月、初の個人写真集『灼熱』を発表した。同年末、ロート製薬のブランド大使になった。
2022年、渡韓。
2023年に放送された韓国男子グループのオーディション番組『BOYS PLANET』に参加。第三回生存者発表式で脱落し、最終順位は21位にだった。
2023年4月15日、個人Instagramを開設した。
2023年6月10日・11日と7月15日・16日に、東京と大阪で『BOYS PLANET』参加者のワン・ツーハオと共同で初のファンミーティング「Lock your heart, Just do it!」を開催し、練習生ながらも4公演で合計15,500人全回完売を記録した。
2023年9月ごろにフリーデビューし、RBW傘下の男性グループNXDのデビューメンバーになるも、2024年10月31日、事務所との契約が解除された。
2025年6月30日、シングルアルバム『Tasty』で正式にソロデビューした。

## 出演

### 配信番組
- PRODUCE 101 JAPAN（2019年9月26日 - 12月12日、GYAO!、TBSテレビ）

- 創造営2021（2021年2月27日 - 4月24日、テンセントビデオ）

- BOYS PLANET（2023年2月2日 - 4月20日、Mnet(韓国)、ABEMA(日本)）